# زيلبور قاعدي
زيلبور قاعدي (الاسم العلمي:Xyleborus basalis) هو نوع من الحشرات يتبع جنس الزيلبور من فصيلة السوسية الحقيقية.